# Inniach
Inniach (ros. Иннях) – wieś w Rosji, w Jakucji, w ułusie olokmińskim. W 2010 liczyła 103 mieszkańców.